# Zlatko Šulentić
Zlatko Šulentić (Glina, 16. mart 1893 – Zagreb, 8. jul 1971) bio je hrvatski slikar,  važna figura druge generacije hrvatskog modernizma, autor niza ikoničnih dela sa ličnim  likovnom stilom. Savremeni umetnik, koji je na kraju šezdesetih bio majstor ekspresivne boje i prikaza dubinski sadržaj u ljudskim, slikarskim komunikacijama, izraženih  kroz pokrete rukama i glavom ili drugih delova tela koji izražavaju neku misao, ili osećaj.

## Život i karijera
Rođenje u Glini 16. marta 1893. godine. Studirao je slikarstvo na Akademiji u Minhenu (1911–1914). Dugo godina radio je kao likovni pedagog u srednjim školama u Petrinji i na Sušaku, a potom na zagrebačkoj Akademiji likovnih umjetnosti (1938–1971).
Preminuo je 16. jula 1971. godine u Zagrebu u 78 godini života.

## Likovno stvaralaštvo
Slikom iz studentskih dana Kasna jesen (1913), naslikanom slobodnim potezima četkice i kontrastnim tonovima, Zlatko Šulentić se prvi put predstavio kao slikar izrazitog kolorizma, koji je najbvolje uočljiv na modeliranim i psihološki produbljenim portretima (npr. Portret dr. Žanića, 1913; Čovjek s crvenom bradom, 1916; Portret dr. Stjepana Pelca, 1917; Portret Nikole Matanića, 1922; Portret arhitekta Pičmana, 1926) nastalimpod uticajem ekspresionizma.
U stvaranju sopstvenog stilskog izraza kratko je bio pod uticajem sezanizma i kubizma. U delima iz tog perioda na Šulentićevim slikama  se nazire u prozračnosti i lakoći zatvorenih oblika i njegovom remek-delu Place du Tertre (1930).
U bogatom kolorizmu i istančanoh harmoniji nastao je Đulentićev ciklusu ulja, crteža i akvarela iz Španije i Alžira (1920–1921).
Od kraja 1930-ih u pejzažima, mrtvim prirodama, portretima i aktovima Zlatko Šulentić je ostvario jak koloristički intimizam  sa gotoovo vidljivom  ekspresionističkom žestinom.
U njegovu se opusu izmjenjuju i prožimaju čvrstoća oblik i koloristička razigranost kojom se približio lirskoj apstrakciji u delima Bačun, 1943; Moj vrt, 1957; Plješivički vinogradi, 1966; Ljubice, 1968.
U posljednjoj deceniji života slikao je i biblijske kompozicije, od kojih se neke nalaze u crkvi i samostanu Svetog Franje Ksaverskoga u Zagrebu.
Objavio knjigu uspomena s putovanja po Španiji, Africi i Južnoj Americi Ljudi, krajevi i beskraj (1971) i u njoj  prikazao i dokumentacija o istraživačima braći M. i S. Seljanu.

### Likovna dela
- Kasna Jesen , 1913
- Autoportret , 1915
- Iz Maksimira, 1915
- Čovjek s crvenom bradom, 1916
- Portret dr Stjepana Pelca, 1917
- Primorska ulica, 1918
- Tunis, 1920
- Moj otac, 1925
- Portret arh. Pičmana, 1926
- Autoportret, 1929
- Place du Tertre, 1930
- Banka, 1932
- Djevojčica sa šeširom, 1934
- S. Giovanni i Paolo,Venecija, 1935
- Samoborski kraj, 1938
- Podne, 1939
- Portret Andreje Wendler-Vojta, 1946
- Vrbnik, 1947
- Sv. Donat, 1949
- Iza kazališta I, 1952
- Fontana di Trevi, 1957
- Ante, 1958
- Pogled sa đipana, 1962
- Đipan Fields (Đipansko polje), 1962
- Autoportret, 1963
- Sto stuba, 1964
- Plješivički vinogradi II, 1966
- Staru svjetiljku, 1966
- Đipanski bor, 1967
- Ampirsku uru, 1968
- Silba, 1968
- Napuštena barka, 1969
- Dijete, 1970
- Raspeće, 1971

## Izložbe
Samostalne izložbe
- 2011. — Retrospektivna izložba, Umetnički paviljon Zagreb.[2]
- 2010. — Slike Zlatka Šulentića,  Galerija „Ulrich”, Zagreb
- 2006. — Zlatko Šulentić: Portreti, „Adris Gallery”, Rovinj
- 1969. — Slike Zlatka Šulentića, Štrosmajerova galerija, Zagreb

Grupne izložbe
- 2006. — Hrvatska kolekcija slika - Museum of Contemporary Art Skopje, Skopje

## Priznanja
Dobitnik je Nagrade „Vladimir Nazor” za životno Delo (1969).

## Zbirke
Radovi Zlatko Šulentić dana se mogu naći u sledećim javnim zbirkama:
- Muzej savremene umjetnosti, Zagreb
- Moderna galerija, Zagreb
- Strosmajerova galerija starih majstora, Zagreb
- Muzej savremene umetnosti, Beograd
- Muzej savremene umetnosti, Skoplje

Pored navedenih zbirki, više od stotinu slikarovih skica i studija u tehnici gvaša, tuša i olovke sačuvano je do danas u raznim crkvenim i samostanskim zbirkama u Hrvatskoj, a dvadesetak i u Hercegovini.

## Literatura
- Zlatko Šulentić by Mladen Pejaković. Monografija. Publisher:Art studio Azinović;  978-953-6271-70-2
- Zlatko Šulentić - Tragom onostranog i svetog (Zlatko Šulentić - On the Trail of the Transcendental and the Sacred) by Ivanka Reberski. Monografija. Publisher: Požeška biskupija, 2009.  978-953-7647-04-9

## Spoljašnje veze
- Slika Zlatka Šulentića "Posljednja večera" na Ksaveru